# Narodni park Slītere
Narodni park Slītere (latvijsko Slīteres nacionālais parks) je narodni park v mestni občini Talsi v Kurlandiji na zahodu Latvije. Ustanovljen je bil leta 2000 na ozemlju prejšnjega naravnega rezervata, enega od najstarejših v Baltskih državah. Je najmanjši narodni park v Latviji.

## Geografija
Park se nahaja na Kurlandskem polotoku na rtu Kolka na južni strani ožine Irbe, južni poti iz Riškega zaliva. Njegova površina, vključno s 101 km² Baltskega morja, meri 265 km².
Ena od najbolj prepoznavnih geoloških značilnosti parka so "Zilie Kalni" ali "Modri griči". Pred tisočletji so Zilie Kalni tvorili obalo Baltskega ledenega jezera. Pred 40 milijoni let je bilo podnebje na Baltiku subtropsko. Jantar, fosilizirano drevesno smolo iz tistega časa, se še vedno najde ob morski obali, potem ko močno neurje pretrese usedline na morskem dnu.
V narodnem parku Slītere se v Baltik izliva rečica Irbe, ki teče vzporedno z morsko obalo in stalno premika peščine v svojem izlivu. Pozno jeseni se v reki drstijo rjave postrvi.
- Zahodna obala Riškega zaliva blizu rta Kolka
- Jezero Lielais Peterezers na zahodni strani Kurlandskega polotoka

## Flora
Narodni park Slītere je znan po listnatih gozdovih in edinstvenem kompleksu sipin, imenovanih kengari, depresij, imenovanih vigas, in močvirij med sipinami. Večina listnatega gozda je na Zilie Kalni ali Modrih gričih. 30 % parka pokriva iglast gozd.
V parku je na stotine vrst rastlin in briofitov (mahov), od katerih jih 29 vrst raste samo v Latviji.

## Favna
Narodni park Slītere leži vzdolž baltskih selitvenih poti ptic, zato je eden od najboljših krajev v Latviji za opazovanje ptic. Njegova morska obala je v pozni jeseni postaja črnorepega kljunača na njegovi poti iz severnih tunder proti jugu. Sem se pozmi iz Rusije preseli velika siva sova. V Slītereju so opazili skoraj vse vrste ptic, ki se najdejo v Latviji. Med spomladansko in jesensko selitvijo so opazili več kot 60.000 ptic selivk na uro.
V Slītereju živi sivi volk, evrazijski ris in los in zaradi velike rastlinske in biotske raznolikosti veliko redkih vrst žuželk in polžev. Ob baltski obali pozimi ustanavljajo svoje kolonije sivi tjulnji. Obala je najjužnejša točka njihovega življenjskega prostora. Občasno se na obali pojavijo tudi redkejši obročasti tjulnji.

## Človeška naselja
Slītere ščiti velik del Līvõd Rãnda - Livonske obale. Na rtu Kolka so vasi Vajde, Saunags in Pitrags.
- Svetilnik Slītere
- Hiše v narodnem parku
- Vas Košrags na severozahodni obali ožine Irbe